# The Shepherd's Dog
The Shepherd's Dog è il terzo album di Iron & Wine pubblicato nel settembre del 2007.

## Tracce
1. Pagan Angel and a Borrowed Car
2. White Tooth Man
3. Lovesong of the Buzzard
4. Carousel
5. House By The Sea
6. Innocent Bones
7. Wolves (Song Of The Shepherd's Dog)
8. Resurrection Fern
9. Boy With A Coin
10. The Devil Never Sleeps
11. Peace Beneath the City
12. Flightless Bird, American Mouth